# Arehalli, Tumkur
Arehalli là một làng thuộc tehsil Tumkur, huyện Tumkur, bang Karnataka, Ấn Độ.